# Marand (Verwaltungsbezirk)
Marand (persisch شهرستان مرند) ist ein Schahrestan in der Provinz Ost-Aserbaidschan im Iran. Er enthält die Stadt Marand, welche die Hauptstadt des Verwaltungsbezirks ist. 

## Kreise
Der Verwaltungsbezirk gliedert sich in folgende Kreise:
- Zentral (بخش مرکزی)
- Yamchi (بخش يامچي)

## Demografie
Bei der Volkszählung 2016 betrug die Einwohnerzahl des Schahrestan 244.971. Die Alphabetisierung lag bei 64 Prozent der Bevölkerung. Knapp 83 Prozent der Bevölkerung lebten in urbanen Regionen.
| Zensusjahr | Einwohnerzahl |
| ---------- | ------------- |
| 2011       | 239.209       |
| 2016       | 244.971       |